# Аак

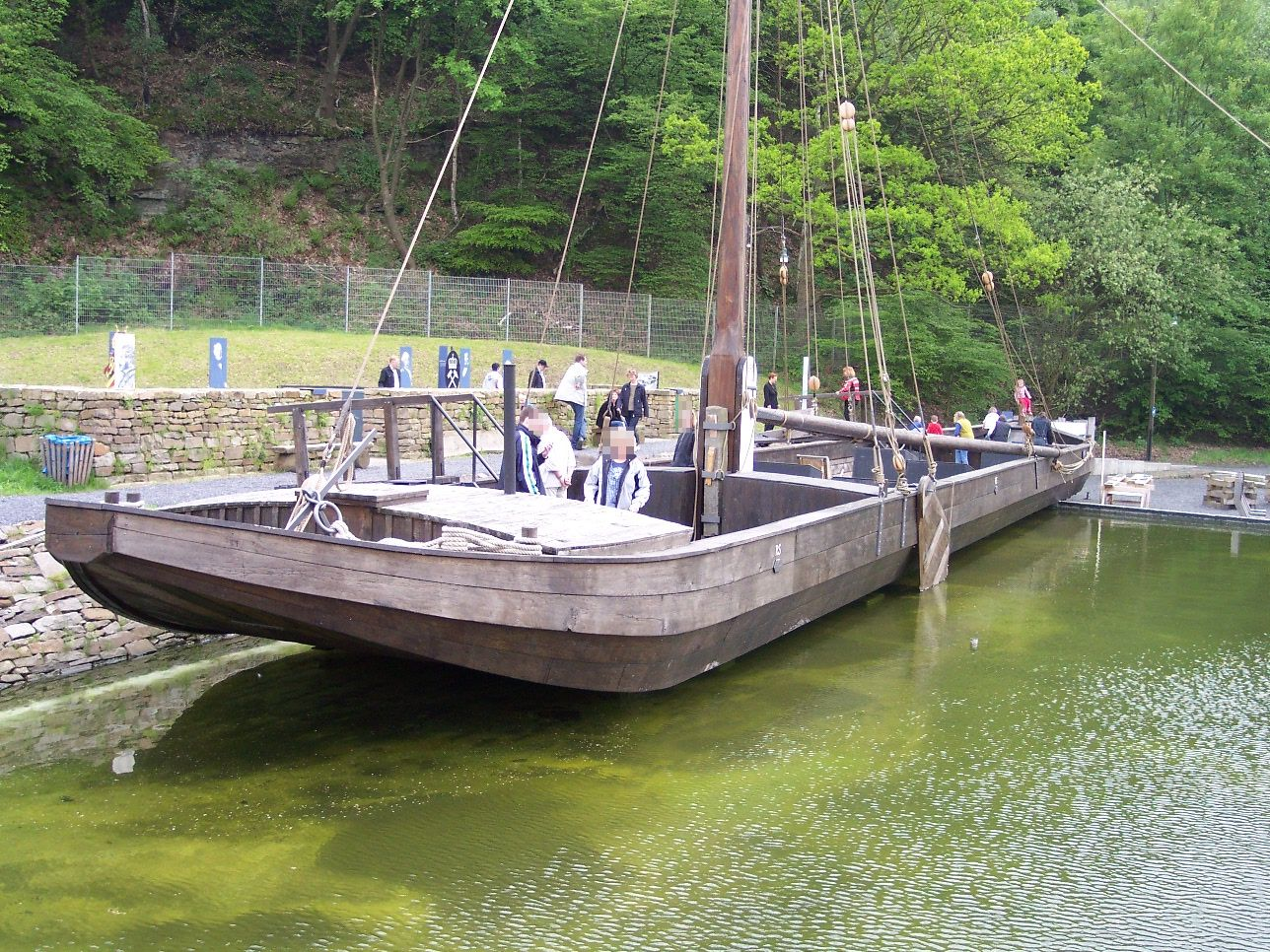
Аак на реке Рур

Аак (нидерл. aak) — одномачтовое плоскодонное парусное рыбацкое или транспортное судно, типа баржи, распространённое в Нидерландах.
Часто использовались для перевозки вин по Нижнему Рейну. Старейшее изображение аака относится к 1530 году.
Носовая оконечность прямоугольная в горизонтальной и закруглённая в вертикали плоскости от днища к палубе.
Короткий бушприт давал возможность нести кливер, и обычно такелаж ааков был подобен такелажу судов побережья.
Большие ааки имели парусное вооружение кеча, малые шлюпа.
Снабжались опускающимися на борт шверцами.
По конструкции — небольшое грузовое судно клинкерной постройки с полукруглой люковой палубой, плоскодонное, без фор- и ахтерштевней.
Посредством носовой и кормовой штук судовое днище по обеим концам плоско и наискосок поднималось начиная от шкафута.